# Wind Song
Die Wind Song war ein 1987 in Dienst gestelltes, viermastiges Segel-Kreuzfahrtschiff der US-amerikanischen Reederei Windstar Cruises. Im Dezember 2002 wurde das Schiff nach einem Brand als Totalschaden abgeschrieben und im Januar 2003 zwischen Tahiti und Moorea versenkt.

## Geschichte

### Planung und Bau
Die Wind Song entstand als eines von drei baugleichen Schwesterschiffen. Diese waren neben ihr das 1986 in Dienst gestellte Typschiff Wind Star und die 1988 in Dienst gestellte Wind Spirit. Der als Windcruiser bezeichnete und von Wärtsilä entwickelte Schiffstyp entstand in der 2014 aufgelösten Werft von Ateliers et Chantiers du Havre in Le Havre. Die Wind Song wurde im April 1987 an Windstar Cruises abgeliefert und verließ Le Havre für ihre Jungfernfahrt mit Ziel New York am 30. April. Nach der Taufe in New York am 20. Mai lief das Schiff die Häfen von Miami, Los Angeles, San Diego und San Francisco an, ehe es am 24. Juli 1987 zu seiner ersten Kreuzfahrt nach Huahine, Tahaa, Bora Bora, Maupiti/Tūpai, Raiatea und Moorea aufbrach.
Die yachtähnlichen Segelschiffe waren mit computergesteuerten Segeln und einer zusätzlichen Maschinenanlage ausgestattet. Sie wurden vor allem für den Einsatz in der Karibik und im Mittelmeer konzipiert, jedoch auch in anderen, meist tropischen Gefilden eingesetzt.

### Dienstzeit
Die Wind Song stand in ihren ersten Dienstjahren vorwiegend zwischen Französisch-Polynesien und den Bahamas im Einsatz. 1997 wechselte sie in die Karibik für Kreuzfahrten ab Costa Rica. In der Saison 2001 fuhr das Schiff im Mittelmeer, ehe es ab Dezember 2001 Reisen vor Australien und Neuseeland anbot. Diese endeten im April 2002 mit einer Fahrt der Wind Song von Neuseeland nach Tahiti. Seine restlichen Monate im Einsatz verbrachte das Schiff mit Kreuzfahrten ab Papeete.

## Der Brand

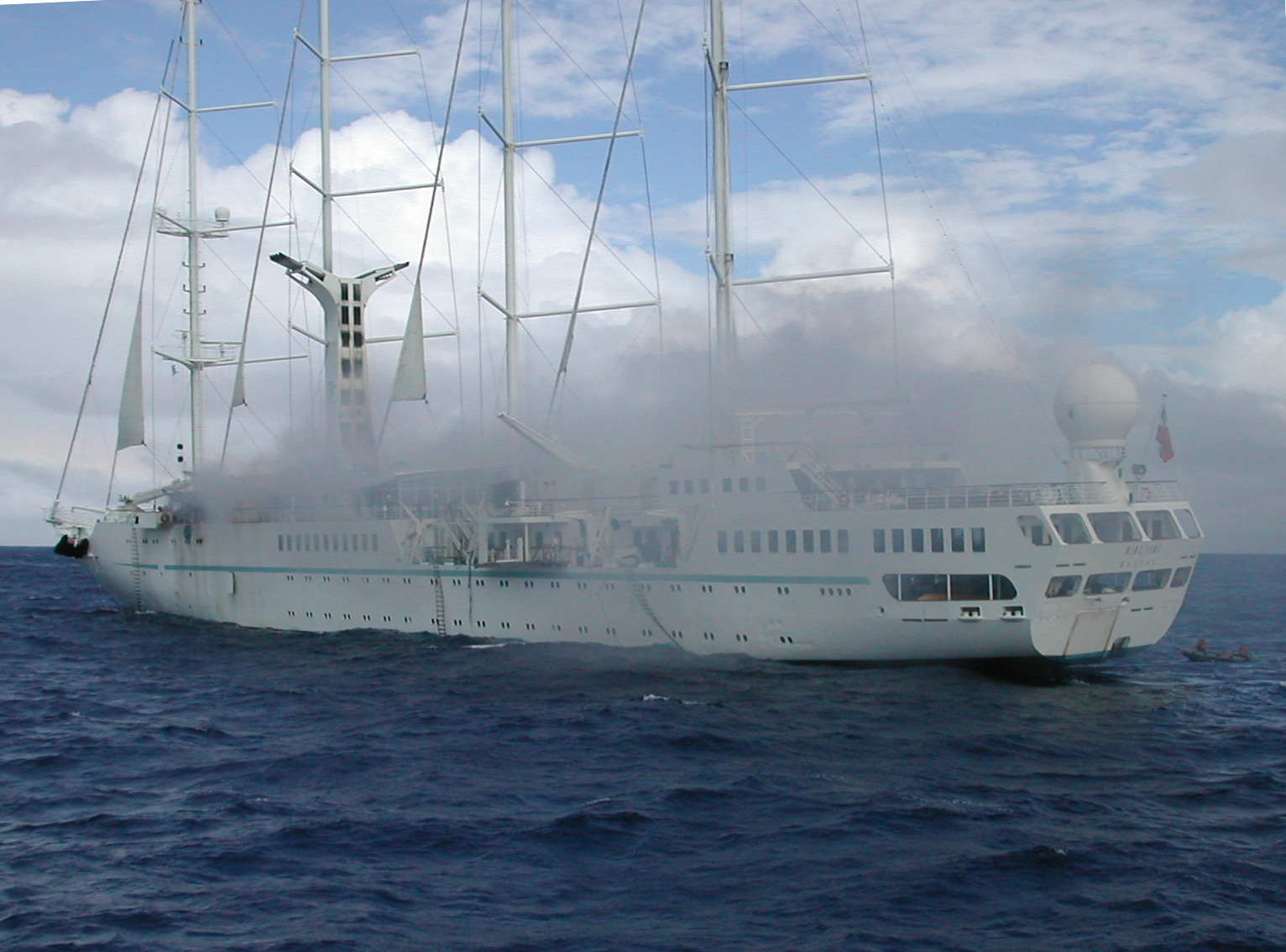
Die brennende Wind Song

Am frühen Morgen des 1. Dezember 2002 brach im Maschinenraum des Schiffes ein Feuer aus. Die Passagiere wurden daher gegen 3:15 Uhr in die Rettungsboote evakuiert. Diese wurden jedoch noch nicht abgefiert, da die Besatzung noch hoffte, das Feuer unter Kontrolle zu bekommen. Nach einer kleineren Explosion am Bug des Schiffes um 5:04 gab der Kapitän jedoch schließlich den Befehl, das Schiff zu verlassen. Alle 127 Passagiere und 92 Besatzungsmitglieder konnten unverletzt in Sicherheit gebracht werden. Die Passagiere der Wind Song wurden anschließend mit einer Schnellfähre nach Raiatea gebracht, wo sie gegen 8:00 Uhr eintrafen. 
Der französischen Marine gelang es wenig später, das Feuer zu löschen und die Wind Song in den Hafen von Papeete zu schleppen, wo kurz darauf die Schäden am Schiff begutachtet wurden. Dabei wurde festgestellt, dass die Passagierbereiche zwar unbeschädigt waren, die Kommandobrücke und der Maschinenraum jedoch komplett zerstört wurden. Die Wind Song galt als Totalschaden. Am 10. Dezember 2002 gab Windstar Cruises bekannt, sie nicht wieder in den Dienst zu nehmen. Da weder die Reederei, noch deren damalige Muttergesellschaft Carnival Corporation & plc die anstehenden Reparaturen zahlen wollte und wegen der geringen Größe und der abgeschiedenen Lage der Wind Song auch ein Abbruch in Alang oder Chittagong unwirtschaftlich war, wurde beschlossen, das Schiff in tiefere Gewässer zu schleppen und dort zu versenken. Nach Zustimmung der Eigner und der Regierung von Französisch-Polynesien wurde das Schiff am 23. Januar 2003 zwischen Tahiti und Moorea in 3.000 Meter Tiefe versenkt.

## Ausstattung
Bei der Konstruktion der Wind Song wurde wie bei ihren Schwesterschiffen auf eine limitierte Anzahl von Passagieren geachtet, die dafür einen umso hohen Standard an Service erhalten sollten. Sie sollte alle Annehmlichkeiten eines großen Kreuzfahrtschiffes besitzen. Zudem wurde bei der Wind Song auf ein großes Angebot an Wassersportarten und anderen Outdoor-Aktivitäten Wert gelegt. Das Schiff sollte andere Ziele anlaufen als übliche Kreuzfahrtschiffe. So wurden eigens Privatstrände angemietet, vor denen ausschließlich die Wind Song und andere Einheiten der Reederei ankern durften.
Die Innenausstattung der Wind Song stammte von Architekten Marc Held, der bereits für die Gestaltung der 1957 in Dienst gestellten Mermoz bei deren Umbau zum Kreuzfahrtschiff 1970 verantwortlich war. Die Wind Song verfügte über vier Passagierdecks, von denen die unteren zwei ausschließlich Kabinen beherbergten. Die oberen zwei Decks verfügten über eine Bibliothek, die Windstar Lounge mit angrenzendem Casino sowie ein Verandah-Restaurant. Der Speisesaal des Schiffes konnte alle Passagiere fassen und wurde vom Sternekoch Joachim Splichal geführt.

## Sonstiges
Die Inselgruppe Wallis und Futuna widmete der Wind Song 1999 eine eigene Briefmarke.